# Балдуїн VI (граф Фландрії)
Балдуїн VI Монс (Миролюбний) (нім. Balduin VI. (Flandern), фр. Baudouin VI de Mons, бл. 1030 — 17 липня 1070, абатство Аннон) — граф-консорт Ено з 1051, граф Фландрії з 1067, син графа Балдуїна V Фландрського і Аделаїди Французької, дочки короля Франції Роберта II. Походив з Першого Фландрського дому.

## Біографія
В 1045 році імператор Генріх III тимчасово передав Балдуїну маркграфство Антверпен. Раніш, батько Балдуїна — Балдуїн V втратив його під час війни з Генріхом. В 1051 році Балдуїн одружився за наполяганням батька на Ріхільді, графині Ено, вдові графа Германа. Незважаючи на протест імператора, Балдуїн заволодів графством Ено, а також графством Монс, маркграфством Валансьєн і південною частиною ландграфства Брабант. Через близьке споріднення подружжя було відлучено від церкви єпископом Камбре Енгельбертом, але потім папа Лев IX дав згоду на шлюб. Двоє дітей Ріхільди від Германа були позбавлені спадщини батька; його син Роже в 1066 році став єпископом Шалон-сюр-Марна, а дочка пішла в монастир.
Після смерті батька в 1067 році Балдуїн VI об'єднав Фландрію і Ено, де правив три роки до своєї смерті в 1070 році. Як граф Ено, Балдуїн створив між 1066 і 1070 роками гільдію в Валансьєні. Він відновив абатство Анон, де згодом і був похований. Початок його правління було відзначено заснуванням абатства Граммон (Гераардсберген), яке отримало пільги в 1068 році.
Знаючи, що він хворий, Балдуїн скликав раду в Ауденарді, на якій ухвалив рішення поставити двох малолітніх синів — Арнульфа і Балдуїна під опіку матері, причому в разі смерті одного з його синів, другий повинен був йому наслідувати. Перед смертю йому вдалося передати свої землі старшому синові Арнульфу III. Також він попросив свого брата Роберта Фризького захищати своїх дітей. Він помер незабаром після цього, 17 липня 1070.
Правління Балдуїна VI ознаменувало себе періодом внутрішнього і зовнішнього миру. Незважаючи на всі запобіжні заходи, рання смерть Бодуена створила династичні суперечки. Вже 22 лютого 1071 Арнульф був убитий в боротьбі зі своїм дядьком Робертом Фризьким в битві при Касселі разом з графом Херефорда Вільямом Фіц-Осберном, а Роберт узурпував владу у Фландрії. Молодший син, Балдуїн II став графом Ено після загибелі Арнульфа.

## Родина
Дружина (з 1051) — Ріхільда I (померла 15 березня 1087), вдова графа Ено Германа.
Діти:
- Арнульф (1054, Бавінхоф — 22 лютого 1071) — граф Фландрії і граф Ено з 1070.
- Балдуїн (1056—1098, після 8 червня) — граф Ено з 1071.
- Агнеса (померла 1071 чи пізніше)[4].